# Around the World (альбом)
«Around The World» (с англ. — «Во всём мире») — шестнадцатый альбом немецкой евродиско-группы Bad Boys Blue, вышедший в 2003 году. Диск содержит один из главных хитов группы — «Lover On The Line». В композиции «Heaven Or Hell» — рэп-партии в исполнении Эндрю Томаса.

## Список композиций
1. «Around The World» (3:52)
2. «Cold As Ice» (4:18)
3. «Baby Come Home» (3:08)
4. «Think About You» (4:15)
5. «Lover On The Line» (3:49)
6. «A Bridge Of Heartaches» (3:59)
7. «Join The Bad Boys Blue» (3:02)
8. «Babe» (3:48)
9. «Heaven Or Hell» (3:58)
10. «I’m Your Lover» (3:38)
11. «I’m Living For Your Love» (3:45)
12. «Only One Breath Away» (3:58)
13. «Around The World (Remix)» (3:45)
14. «Lover On The Line (Extended Version)» (7:17)

## Высшие позиции в чартах
- Финляндия — 27 место.
- Германия — 43 место.